# Systaria leoi
Systaria leoi là một loài nhện trong họ Miturgidae.
Loài này thuộc chi Systaria. Systaria leoi được Alberto Barrion & James A. Litsinger miêu tả năm 1995.